# 多酚抗氧化劑

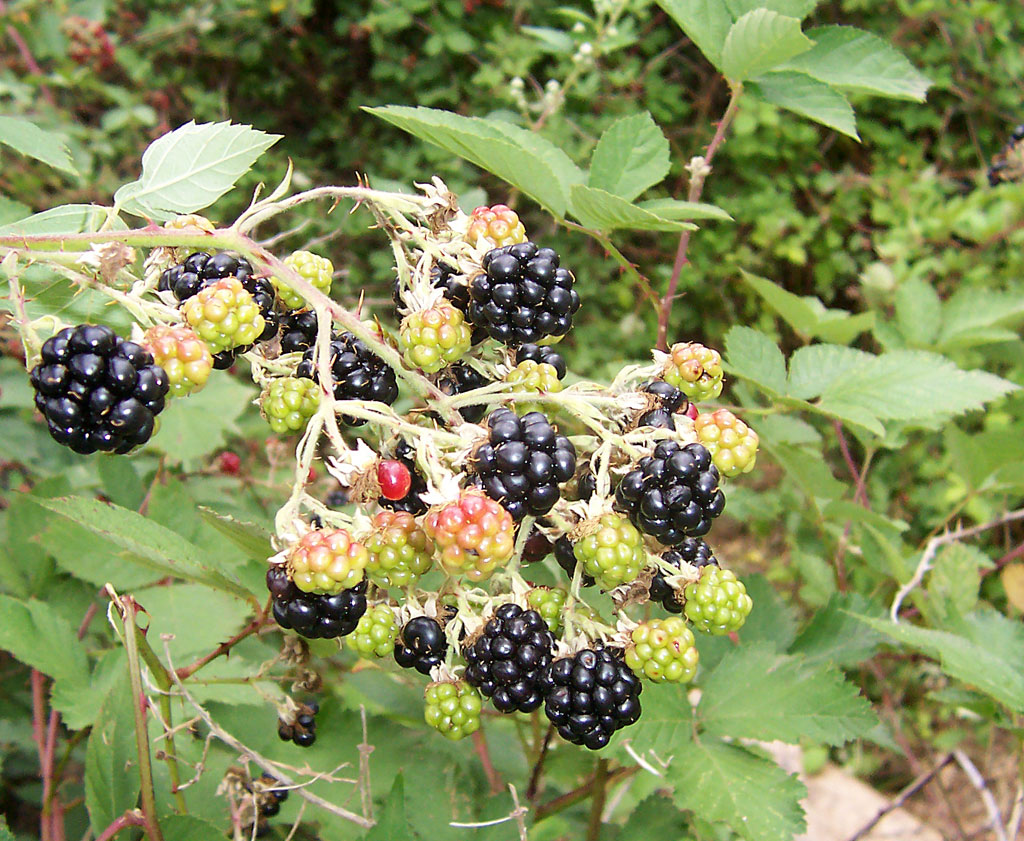
黑莓是多酚抗氧化劑的其中一種來源

多酚抗氧化劑是一種抗氧化劑，特徵是擁有多種苯酚的功效。超過4000種不同的多酚抗氧化劑可以抵抗導致神經退化性疾病及一些心血管疾病的氧化應激。
多酚抗氧化劑的主要來源是可供攝取的，多在植物營養素食物中可以找到。例如大部份的莢果、果實如蘋果、黑莓、香瓜、櫻桃、蔓越莓、葡萄、梨、布冧、覆盆子及草莓、及蔬菜如綠色花椰菜、捲心菜、芹菜、洋蔥及香芹等都有豐富的多酚抗氧化劑。紅酒、巧克力、綠茶、橄欖油、蜂花粉及多種穀物都是其他的來源。攝取多酚抗氧化劑的主要好處是等同於攝取了多種不同的植物營養素。

## 生物化學調節
調節化學包含多酚抗氧化劑排除自由基及調節上升金屬螯合物反應的能力。不同活性氧必須不斷從細胞中被移除，以維持健康的代謝功能。某些特定的自由基影響活性氧的單線態氧、過氧亞硝基及過氧化氫。降低活性氧濃度可以有多種好處。由於活性氧與離子運輸系統有關連，它們有著氧化傳訊的角色。尤其是血小板涉及在復修傷口，而血液內環境穩態可以釋放活性氧吸引血小板到受傷的位點。這亦與免疫系統拉上關係，因需要補充白血球。當多酚抗氧化劑降低活性氧的形成時，它們的抗炎性能力可改善內皮健康。

## 生物效果

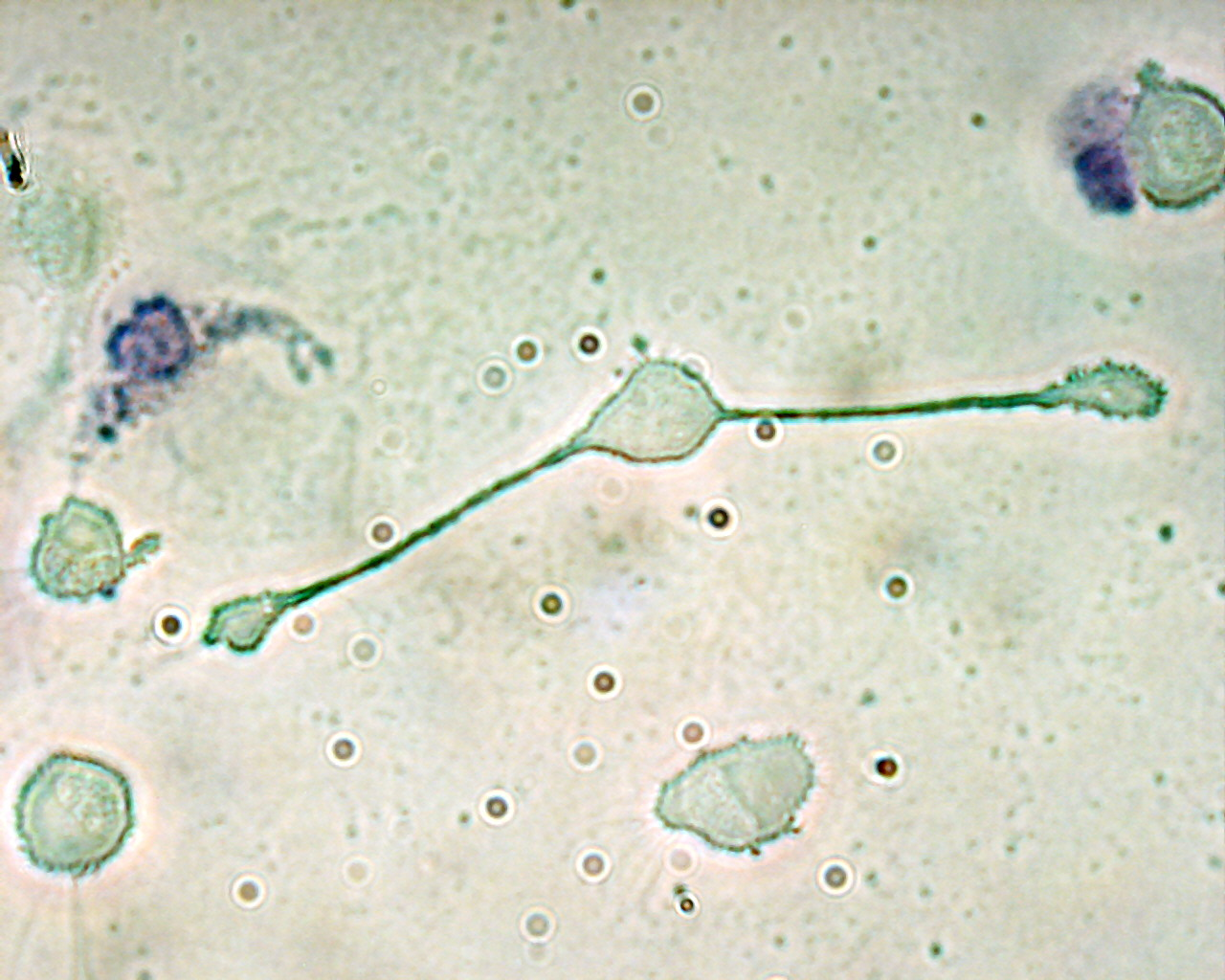
巨噬細胞伸出觸臂吞沒兩個粒子。活性氧促進低密度脂蛋白的氧化，而多酚抗氧化劑抵抗這種發炎反應。

豐富的多酚抗氧化劑在高等動物品種中可以有多種有益的效用：
- 降低炎症的影響，如冠心病[1][2]，包括透過下調氧化低密度脂蛋白來促進內皮健康。[3]

- 一般來說，茶多酚抗氧化劑的表沒食子兒茶素沒食子酸脂是可以減低體內活性氧水平。[4]活性氧是炎症的重要生物標誌。

- 一些多酚抗氧化劑，如逆轉醇，阻礙哺乳動物腫瘤的出現及生成。[5]

- 其他有益的效用都可在食用豐富多酚抗氧化劑的食物中獲得。這些有益效用有抗衰老效果如減慢皮膚皺紋過程。[6]就其他副好處，如防止周圍動脈疾病等，都需要作出詳細的研究，以證明多酚抗氧化劑的角色。[7][8]

## 分析效用的難處

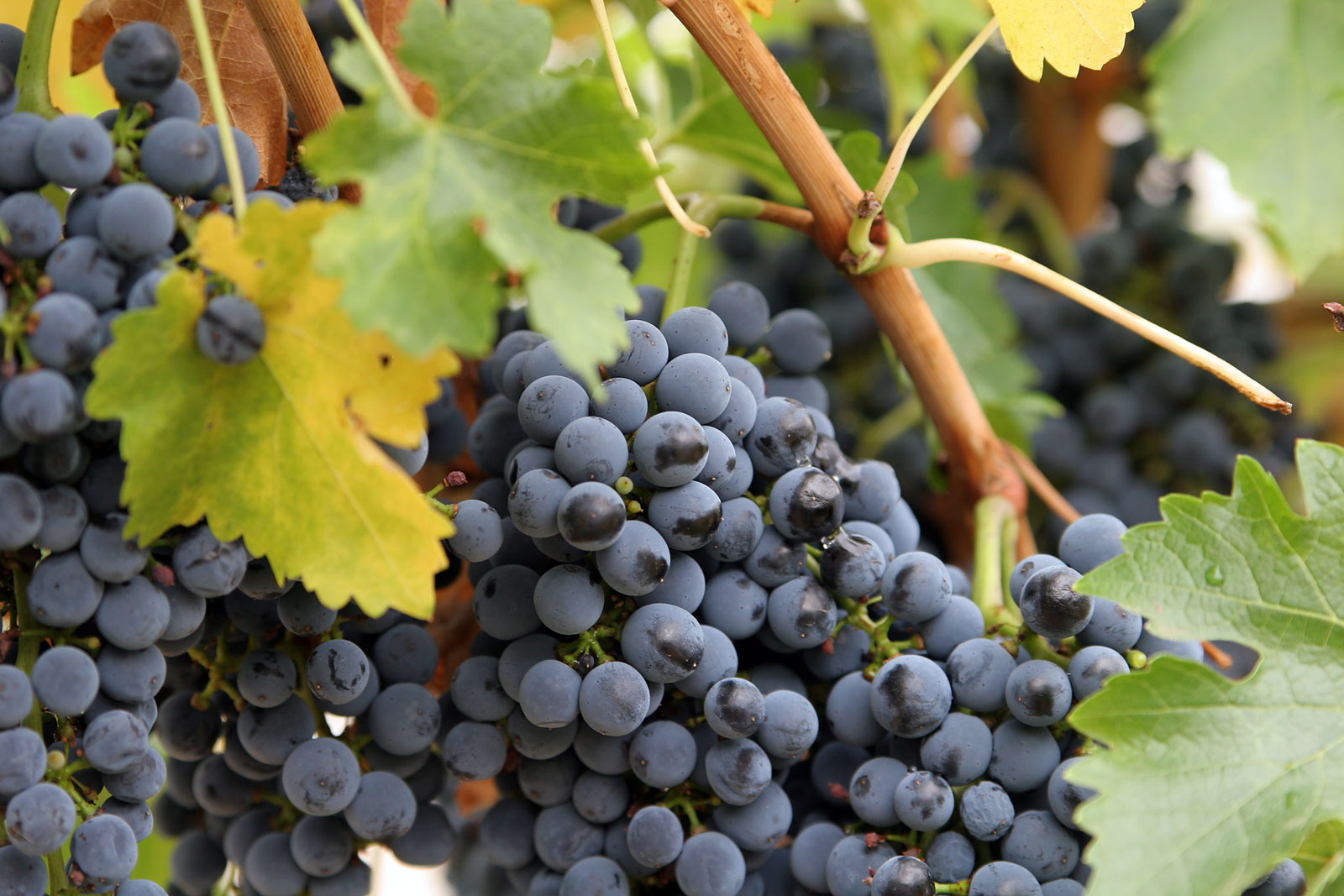
葡萄含有某些多酚抗氧化劑化合物。

多酚抗氧化劑的醫學療效是很難去評估，因為在單一種食物中就可能已經有大量的物質。舉例來說，在紅酒中就已經有超過60種不同的黃酮類。多個研究都希望去達至一個一致的指數來表示食物的抗氧化功能。由於已證實攝取含有抗氧化劑的物質是在醫療上重要的，不同化學的、生物學的及電氣化學的方法都被建議來評估如多酚等物質的抗氧化能力。雖然酒並非必要食物，但它有著高含量的多酚，如從傳統浸軟方法提煉的紅酒約有2-3g/L的多酚。而酒的多酚含量多以Folin-Ciocalteu試劑來評估，這種試劑可以提供合適酒廠要求的反應。利用統計學的最小二乘法分析可以顯示這種試劑與交替性化學及生物檢測抗氧化潛能的過程有關聯。所以相信可以發展一種合適的方法來量化評估多酚抗氧化強度。
其他更詳細的研究亦有進行以闡述分隔多酚抗氧化劑的困難。在不同種類的茶中有著大量不同的多酚含量可以解釋過往在流行病學研究上，特定綠茶中的多酚抗氧化劑的健康效用的矛盾。氧自由基吸收能力測試是一種可行的標準來量度食物及膳食補充劑的抗氧化能力。

## 食用的實際問題

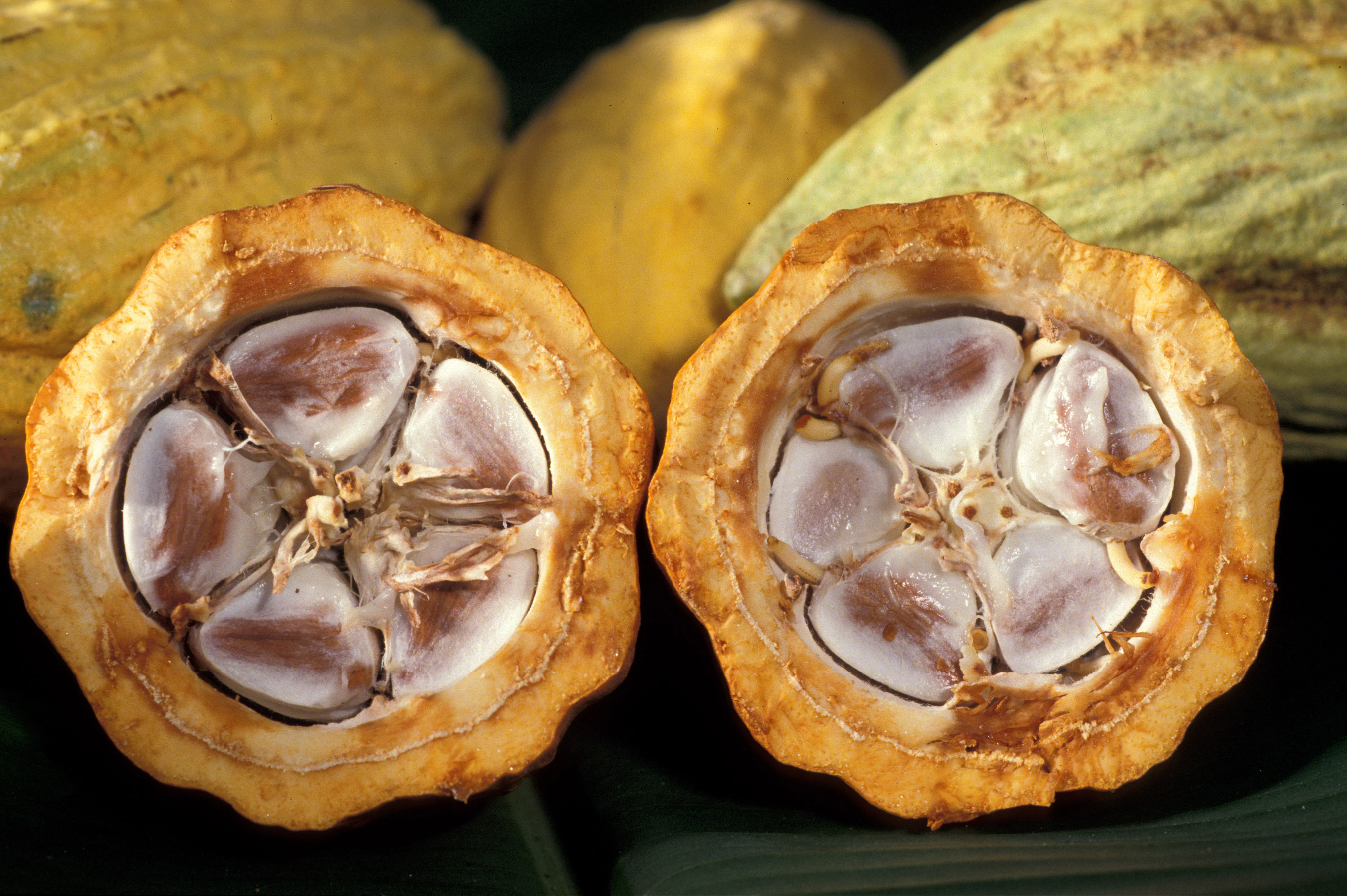
可可是巧克力的主要成份，亦是多酚抗氧化劑的來源。

現正就多酚抗氧化劑的身體總吸收量作出討論。部份研究指某些特定的多酚才能提供健康效用，而在體內不同化合物之間的相互作用仍有待更多的研究。有證據顯示一些食物的組合可以阻礙腸有效運送多酚抗氧化劑。精製糖證實會在某些情況下阻止吸收。再者食用膳食補充劑代替食物種類時需要特別小心，因為某些產品內有益物質的質素及濃度都成疑問。

## 總體應用
有數據顯示活性氧促進老齡化的過程。皮膚作為身體最外層的保障，經常暴露於外在的氧化應激來源，特別是紫外光。一般相信紫外光就是令皮膚產生外在的老齡化，這稱為光老化。所以提高保護性低分子量抗氧化劑的水平可以在皮膚產生抗衰老的效果。少量的低分子量抗氧化劑，尤其是維生素C(即抗壞血酸)及維生素E及生育酚，與及硫辛酸都可以提供保護效用對抗氧化應激。但是現時缺乏長期就低分子量抗氧化劑在防止及保護皮膚衰老上的對照研究。不單止食用豐富植物營養素，直接在皮膚塗上低分子量抗氧化劑亦可以提升保護水平。

## 內部連結
- 非對稱性二甲基精氨酸
- 冠心病
- 低密度脂蛋白
- 一氧化氮